# Station Monceau
Station Monceau is een goederenstation langs spoorlijn 124 (Brussel - Charleroi) in Monceau-sur-Sambre, een deelgemeente van de stad Charleroi.
Het is een van de zes grote rangeerstations in België en heeft 32 verdeelsporen, alle uitgerust met railremmen.
In het station is ook een werkplaats voor rijtuigen en locomotieven.
Vanuit het station vertrekken twee industrielijnen: spoorlijn 260 naar station Charleroi-West en spoorlijn 260A naar Docherie.
Sinds de introductie van reeks 77 en reeks 13 op het Belgische spoorwegennet, staan hier verschillende locomotieven van de reeksen 51, 62 en 73 weg te roesten binnen en buiten de vervallen hangars, in de noordwestelijke hoek van het terrein.